# Венцель, Андреас
А́ндреас (Анди) Ве́нцель (нем. Andreas Wenzel, род. 18 марта 1958, Планкен, Лихтенштейн) — лихтенштейнский горнолыжник немецкого происхождения, чемпион мира и обладатель Кубка мира в общем зачёте. Младший брат двукратной олимпийской чемпионки и двукратной обладательницы Кубка мира Ханни Венцель.

## Общая информация
Дебютировал на Олимпийских играх в 1976 году в Инсбруке, где занял 10-е место в слаломе. В Кубке мира дебютировал 12 декабря 1976 года в Валь-д’Изере и сразу занял 7-е место в гигантском слаломе.
Первую победу на этапе Кубка мира одержал 17 января 1978 года в гигантском слаломе в швейцарском Адельбодене, а уже через 20 дней Андреас стал чемпионом мира в комбинации в Гармиш-Партенкирхене.
В 1980 году 22-летний Венцель выиграл Кубок мира в общем зачёте среди мужчин, а его сестра добилась такого же успеха среди женщин. Это единственный случай в истории, когда брат и сестра выиграли Кубок мира в один год. Кроме того, Андреас — единственный представитель Лихтенштейна, побеждавший в общем зачёте Кубка мира (таким же достижением среди женщин владеет и его сестра).
Брат и сестра Венцель выиграли на двоих 6 олимпийских наград на трёх Олимпиадах (2 золота, 2 серебра и 2 бронзы), что составляет 60 % от всех олимпийских медалей, выигранных Лихтенштейном за всю историю.
Всего за карьеру выиграл 14 этапов Кубка мира (супер-гигант — 1, гигантский слалом — 3, слалом — 4, комбинация — 6).
Завершил карьеру весной 1988 года в возрасте 30 лет.
Кроме Ханни у Андреаса есть ещё одна сестра — Петра (род. 1961), которая также была горнолыжницей, но не добилась таких успехов как Андреас и Ханни. В 1980 году флаг Лихтенштейна на церемонии открытия зимних Олимпийских игр несла Петра, а в 1988 году — Андреас.

## Зимние Олимпийские игры
| Олимпийские игры | Скоростной спуск | Супергигант | Гигантский слалом | Слалом | Комбинация |
| ---------------- | ---------------- | ----------- | ----------------- | ------ | ---------- |
| 1976 Инсбрук     | 28               | н/д         | 20                | 10     | н/д        |
| 1980 Лейк-Плэсид | 20               | н/д         | 2                 | 12     | н/д        |
| 1984 Сараево     | —                | н/д         | 3                 | DNF1   | н/д        |
| 1988 Калгари     | —                | 12          | 6                 | —      | —          |

## Кубки мира
- Общий зачёт — 1 раза: 1980
- Комбинация — 2 раза: 1984, 1985